# Назаренко, Анатолий Петрович
Анатолий Петрович Назаренко (9 апреля 1959, Тернополь) — советский и украинский футболист, выступавший на всех позициях в поле, футбольный тренер. Чемпион СССР 1983 года в составе «Днепра».

## Биография
Воспитанник секции стадиона «Авангард», тернопольской ДЮСШ и львовского спортинтерната, первые тренеры — Валерий Татаринов и Владимир Филип. В начале карьеры играл в первенстве КФК за команду «Буревестник» (Тернополь), представлявшую Тернопольский педагогический институт, в котором учился, а также за «Сокол» (Золочев) и «Зарю» (Хоростков). В 1981 году сыграл один матч в первой лиге за армейскую команду СКА (Киев). В 1982—1983 годах провёл полтора сезона в команде второй лиги «Колос» (Павлоград).
Летом 1983 года перешёл в днепропетровский «Днепр». Дебютный матч в высшей лиге сыграл 18 июля 1983 года против бакинского «Нефтчи», заменив на 88-й минуте Андрея Дилая. Всего в 1983 году сыграл 5 матчей, а его команда стала чемпионом СССР. По действовавшим тогда правилам Назаренко золотую медаль не получил. Оставался в «Днепре» до середины 1985 года, но основным игроком стать не сумел, сыграв за всё время 9 матчей в высшей лиге и одну игру в Кубке сезона. За дубль «Днепра» сыграл 45 матчей и забил 5 голов в первенстве дублёров, чемпион СССР среди дублёров.
В 1985 году вернулся в Павлоград и провёл полтора сезона за местный «Колос»/«Шахтёр». Затем вернулся в родной город и стал выступать за «Ниву», в её составе провёл более 100 матчей во второй лиге. В 1987 году стал вице-чемпионом Украинской ССР. В сезоне 1989 года получил травму и более года восстанавливался, играя в первенстве КФК за «Днестр» (Залещики).
В 1991—1993 годах играл за команду «Вишна Шебастова», представлявшую словацкую часть Чехословакии, в одном из низших дивизионов.
После возвращения на Украину играл во второй лиге за «Днестр» (Залещики) и «Кристалл» (Чортков), а также за любительские команды. В большинстве этих клубов был играющим тренером.
В 2003—2005 годах работал в тренерском штабе тернопольской «Нивы», в том числе в июне 2004 года исполнял обязанности главного тренера. С 2007 года работал спортивным директором ФК «Тернополь».

## Личная жизнь
Был дважды женат, есть дочь.